# 楊偉雄
楊偉雄，GBS，JP（1955年4月22日—），祖籍湖南寧遠，首任香港創新及科技局局長及創新及科技諮詢委員會主席，曾任行政長官創新及科技顧問及行政會議非官守議員。他也是蜆殼電器創辦人翁祐的女婿。

## 生平
1955年生於台灣，祖籍湖南寧遠。早年留學美國，1977年畢業於美國加州理工學院，取得電機工程及應用數學學士學位。他分別於1978年及1982年獲得美國史丹福大學頒授電機工程碩士學位及工商管理碩士學位。1978年加入英特爾任職高級設計工程師，其後在貝恩策略顧問任職策略管理顧問。1983年來到香港工作。2003年任數碼港行政總裁。2010年至2015年2月任香港理工大學行政副校長。
2015年初，楊偉雄原定擔任創新及科技局局長，不過在泛民主派的「拉布」戰術影響下，創新及科技局遲遲未能成立。行政長官梁振英因此委任楊偉雄為創新及科技顧問，兼行政會議成員、創新及科技諮詢委員會主席。
至2015年11月6日，立法會財務委員會通過成立創新及科技局的撥款。創新及科技局於2015年11月20日正式成立，同日由中華人民共和國國務院公佈任命楊偉雄為創新及科技局局長，楊偉雄停止擔任行政長官創新及科技顧問，但保留創新及科技諮詢委員會主席一職。
2020年4月22日，中國國務院根據時任特首林鄭月娥的提名和建議，正式免去楊偉雄的創新及科技局局長職務，由薛永恆接替。湊巧的是，離任當天正是楊偉雄的65歲生日。

## 爭議
根據《香港基本法》第55條：「香港特別行政區行政會議成員由在外國無居留權的香港特別行政區永久性居民中的中國公民擔任」。
根據《全國人民代表大會常務委員會關於根據〈中華人民共和國香港特別行政區基本法〉第一百六十條處理香港原有法律的決定》附件三規定，任何提及「中華人民共和國」和「中國」等相類似名稱或詞句的條款，應解釋為包括台灣、香港和澳門在內的中華人民共和國；任何提及「外國」等相類似名稱或詞句的條款，應解釋為中華人民共和國以外的任何國家或地區。中华人民共和国虽从未管辖过中華民國控制下的台湾地区，但仍视之为己方领土。中华人民共和国政府将中華民國國民视为中华人民共和国公民、中国大陆境外居民。
楊偉雄為了當創新及科技局局長，而放棄美國國籍，不過他在台灣出生，为中華民國國民。因此，被質疑擁有台灣（中华民国）居留權。香港特首辦回應指「任命符合《基本法》規定」。有媒體認為，港府基於政治正確，把台灣（中华民国）視為中國的一部分。
2015年11月7日，楊偉雄回應傳媒追問會否放棄台灣居留權時，先指自己「放棄其他的外國國籍」，再稱「我不知道你在說哪個台灣」，然後補充「我從來都說我沒有台灣居留權」。
2015年11月20日，楊偉雄再回應傳媒有關居留權問題時，重申自己的任命符合《基本法》，他沒有香港以外任何地區的居留權，包括台灣。
2017年10月11日，楊偉雄被問及有關行政長官林鄭月娥在施政報告裡由特首親自領導「創新及科技督導委員會」時，認為由行政長官親自主理有好處，因傾談對象會是廣東省省長，並直言「我係唔夠班！唔好話邊個架空邊個。」